# Filipe Ribeiro de Meneses
Filipe Ribeiro de Meneses (* 20. Oktober 1969 in Lissabon) ist ein portugiesischer Historiker und Hochschullehrer in Irland. In Portugal ist er einem breiteren Publikum als Autor historischer Sachbücher bekannt, insbesondere seine biografischen Werke (v. a. zu Salazar) und seine Abhandlungen zu Portugals folgenschwerem Weg in den Ersten Weltkrieg sind dabei zu nennen.

## Leben
Meneses stammt aus einer Diplomatenfamilie, sein Vater ist der Diplomat Pedro José Ribeiro de Menezes, sein Bruder ist der Botschafter Francisco Ribeiro de Menezes. Als Jugendlicher änderte er seinen Nachnamen von Menezes zur modernen Schreibweise Meneses.
Meneses erreichte die Hochschulreife, als sein Vater Portugiesischer Botschafter in Irland war. So begann er sein Studium in der irischen Hauptstadt Dublin, wo er im Alter von 26 Jahren am Trinity College Dublin auch promoviert wurde. Seit 1997 lehrt er Geschichte an der National University of Ireland in Maynooth und Dublin.
Als einen der wesentlichen Gründe für sein Verbleiben in Irland gibt Meneses, neben dem guten akademischen Umfeld und der Lebensqualität in Irland, auch die Einbindung Irlands in den Angelsächsischen Sprachraum und dessen wissenschaftliche Institutionen an, die die Möglichkeiten der Forschung und ihrer Anerkennung vergrößern. Meneses blieb Portugal dabei stets verbunden, sowohl privat über seine Familie und regelmäßige Besuche dort, als auch über seine Arbeit, in der er sich häufig auch mit der Geschichte Portugals beschäftigt.
Seine 2009 auf Englisch verfasste, 2010 dann auch in Portugal erschienene umfangreiche Biografie des langjährigen und bis heute widersprüchlich diskutierten portugiesischen Diktators António de Oliveira Salazar erreichte in Portugal besondere Aufmerksamkeit. Ihr Verdienst wurde dabei vor allem in neuen Erkenntnissen nicht so sehr der historischen Fakten, sondern vielmehr im umfassenderen Verständnis der Entwicklung des Diktators vom katholisch verankerten Christdemokraten zum rücksichtslosen Alleinherrscher gesehen. Dabei konnte Meneses eine Reihe noch unklarer Verständnisfragen klären, weshalb ihn die renommierte portugiesische Tageszeitung Público zu den zehn markantesten Persönlichkeiten des Jahres 2010 zählte.
2017 wurde Meneses in die Royal Irish Academy aufgenommen.
Meneses ist mit einer britischen Akademikerin verheiratet, das Paar lebt mit den beiden gemeinsamen Kindern am Stadtrand von Dublin. Er spricht fließend Englisch, Portugiesisch, Französisch und Spanisch.

## Werke (Auswahl)
- União Sagrada e Sidonismo: Portugal em Guerra, 1916–1918 (Edições Cosmos, 2000)
- Franco and the Spanish Civil War (Taylor & Francis Ltd., 2001)
- 1914–1926: From the First World War to Military Dictatorship (2004)
- Salazar: A Political Biography (2009)
- Afonso Costa (Haus Publishing 2010, Texto Editores 2010)
- Salazar (Dom Quixote, 2010)
- Paiva Couceiro (Dom Quixote, 2011)
- A Grande Guerra de Afonso Costa (Dom Quixote, 2015)
- De Lisboa a La Lys (Dom Quixote, 2018)
- The White Redoubt, the Great Powers and the Struggle for Southern Africa, 1960-1980 (zusammen mit Robert McNamara, Palgrave Macmillan UK, 2018)